# Rodarte

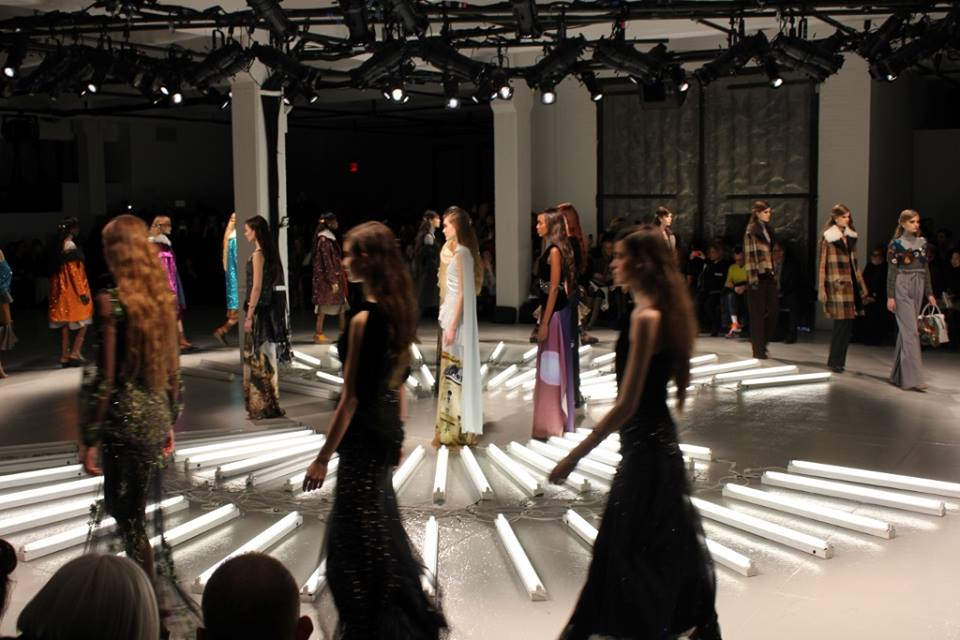
Desfile de Rodarte (2014).

Rodarte es una marca de ropa y accesorios fundada por Kate Mulleavy y Laura Mulleavy. El nombre de la marca es la pronunciación en español del apellido de soltera de su madre "Rodart".
Las hermanas Mulleavy son graduadas de la Universidad de Berkeley de Aptos, California, y han recibido varios premios de la industria desde la creación de la línea en 2005. Las hermanas también han colaborado con Gap y Target en piezas de edición limitada.
Después de su colección inicial de sólo 10 piezas, las hermanas Mulleavy aparecieron en la portada de Women's Wear Daily y tuvieron una reunión con la redactora jefe de Vogue USA, Anna Wintour. Rodarte abastece a nivel mundial a más de 40 tiendas, como Barneys NYC, Neiman Marcus, Bergdorf Goodman, Beams, Harvey Nichols, Colette, Ikram, Nordstrom, Jeffrey, Dover Street Market, Opening Ceremony, Paire.us, Net-a-Porter, the Room at Hudson Bay y Joyce.

## Trayectoria
Rodarte es nominado por su primer premio Diseñador CFDA Swarovski Emerging Ropa de mujer en junio de 2006 , seguida por otra nominación en 2007.
En el otoño de 2006 , Rodarte queda como finalista en el concurso Fashion Fund CFDA / Vogue después de su aclamada colección de primavera 2007 y otro artículo de portada Día Mundial del Agua . El Vicepresidente de Grupo Gucci, James McArthur, se convierte en un mentor para Rodarte como parte del premio CFDA / Vogue Fashion Fund .
Diseños de la camisa blanca de Rodarte , en colaboración con Gap, aparecen en la portada de Vogue en mayo de 2007. Rodarte se convierte en miembro del Consejo de Diseñadores de Moda de América.
La colección de Rodarte Otoño 2008, es nombrado Top 10 de Style.com , New York Times y de Womens Wear Daily . Poco después, el Museo Metropolitano de Arte del Costume Institute adquiere su primer vestido de Rodarte con el cual la marca consigue el Premio Swiss Textiles en noviembre de 2008 , convirtiéndose en los primeros diseñadores de América y la primera mujer en recibir el premio.
Rodarte gana el premio CFDA Swarovski Emerging Diseñador de Ropa de mujer en junio de 2008 .
La colección de Rodarte primavera de 2009 , presentado en septiembre de 2008 , es nombrado Top 10 por Womens Wear Daily Collections y Vogue.com.
La colección de Rodarte otoño de 2009 , presentado en febrero de 2009 , es nombrado Top 10 por Vogue.com .
Rodarte aparece en la portada de la edición de mayo de 2009 de la revista Vogue.
Rodarte gana Diseñador CFDA Moda femenina del Año 2009.
La colección de Rodarte primavera de 2010, presentado en septiembre de 2009 , es nombrado Top 10 por Vogue.com y Style.com.
Rodarte colabora con Todd Cole en un cortometraje titulado " Aanteni " , con Guinevere van Seenus y calificado por NO AGE .
La colección de Rodarte otoño de 2010 , presentado en febrero de 2010 , es nombrado Top 10 por Vogue.com .
Debut de primera colección de zapatos de Rodarte para la temporada Otoño / Invierno 2012.
Rodarte es honrado por la Escuela del Instituto de Arte de Chicago con el premio de “Legend of Fashion Award”

## Colaboraciones
Una edición limitada de Rodarte para la línea de Target como parte de GO Internacional, fue lanzado en las tiendas y en Internet el 20 de diciembre de 2009. Tavi Gevinson, blogger, teniendo entonces 13 años de edad, fue el comentarista invitado para esta colección.
Para la revista New York Times, portafolio de los Juegos de Invierno 2010, Rodarte colaboró con Ryan McGinley para crear prendas de punto a medida para los atletas.
En 2010, Rodarte colaboró con Todd Cole en el cortometraje “Aanteni”
En 2012, colaboró con Starbucks en una colección para las fiestas . Los artículos incluyen un vaso de cerámica, una funda reutilizable, una bolsa de asas reutilizable, y una tarjeta de regalo de edición limitada.

## Diseño de vestuario
Rodarte diseñó el vestuario de ballet para el Ballet Nacional de Het , que se estrenó el 15 de octubre de 2010 en Ámsterdam. El ballet es la coreografía de Benjamin Millepied y calificado por Nico Muhly.
En octubre de 2010 , Rodarte colaboró con el artista Brody Condon para diseñar el vestuario para MOVER ! en el MoMA PS1. El proyecto fue adquirido por el LACMA el 28 de abril de 2011 y reinterpretado por Brody y Rodarte para un rendimiento mayor.
Rodarte diseñó el vestuario de ballet para el New York City Ballet Gala de Primavera , que se estrenó el 10 de mayo de 2012 en la ciudad de Nueva York. El ballet, " Dos corazones" , fue coreografiado por Benjamin Millepied y calificado por Nico Muhly.
Rodarte creó el vestuario de la ópera de Don Giovanni de Mozart que se abrió en la Filarmónica de Los Ángeles Walt Disney Concert Hall. Obra coreografeada por Frank Gehry , dirigido por Christopher Alden, y con el conductor , Gustavo Dudamel . La demostración funcionó desde el 18 de mayo de 2012 (debut) y terminó el 26 de mayo de 2012. Estuvo protagonizada por Mariusz Kwiecien como Don Giovanni.

## Museos y exhibiciones
Rodarte se encuentra en las colecciones permanentes del Costume Institute del Metropolitan Museum of Art, el Fashion Institute of Technology Museum en Nueva York, el Museo del Condado de Los Ángeles de arte, y el Museo de Bellas Artes de Boston.
Rodarte fue presentado en BLOGMODE en otoño de 2007 en el Museo Metropolitano de Costume Institute del Arte , así como varias exposiciones en el Museo en el FIT incluyendo Lujo en la primavera de 2007 , Gothic : Dark Glamour en el otoño de 2008 y American Beauty : Estética & Innovación en moda en la primavera de 2010. Arnhem Bienal de Moda presentaron viñetas Rodarte en julio de 2007 , 2009, 2011 y 2013. El Museo de Boston de Bellas Artes presentó en 2011 el mítico vestido azul y blanco bordado, y los zapatos impresos.
En 2008 , Rodarte fue ofrecido en Artforum , haciendo que las hermanas Mulleavy fueran los primeros diseñadores de moda en ser presentados en la revista desde Issey Miyake en 1982. En febrero de 2010 , Rodarte tuvo su primera exposición en solitario , en el Cooper -Hewitt Museum ( la rama de diseño del Instituto Smithsonian ).
En mayo de 2011 , Rodarte contribuyó obras de arte del Museo del Condado de Los Angeles de las Artes del proyecto Historias de teléfono celular . Su contribución incluye bocetos basados en obras de arte realizadas en la colección permanente del LACMA.
En febrero de 2011 , el Museo de Arte Contemporáneo de Los Ángeles abrió Rodarte : Estados de la materia , la primera exposición del museo de la costa oeste de la moda y del traje de los diseños de la Rodarte desde el otoño de 2008 , primavera de 2010, la caída de 2010 y piezas de El Cisne Negro.
En 2011 , el Museo del Condado de Los Ángeles de Arte ( LACMA ) adquirió la colección de alta costura Rodarte Primavera 2012 LACMA muestra el renacimiento de ropa inspirada en su galería renacentista italiano , junto con obras de arte del Renacimiento italiano , en la exposición Rodarte : Fra Angelico Collection desde diciembre de 2011 a febrero de 2012.

## Premios
- 2011 Fashion Group International's Star Honoree Award- Ganado[18]
- 2010 National Art Award from Americans for the Arts- Ganado
- 2010 Cooper Hewitt National Design Awards- Ganado[19]
- 2009 United States Artists Fellowships Recipient[20]
- 2009 CFDA Womenswear Designer of the Year - Ganado[21]
- 2008 CFDA Swarovski Award for Womenswear - Ganado[21]
- 2008 Stella Swiss Textiles Award - Ganado
- 2006 Ecco Domani Fashion Foundation Award - Ganado[22]